# Stazione di Venezia Mestre Porta Ovest
La stazione di Venezia Mestre Porta Ovest è una stazione ferroviaria di superficie, posta sulla linea Adria-Mestre. Si trova nei pressi di Oriago di Mira, a poca distanza dall'omologo casello autostradale di Mira-Oriago.

## Storia
La fermata di Venezia Mestre Porta Ovest venne attivata il 25 febbraio 2008, nell'ambito dei lavori di potenziamento infrastrutturale propedeutici all'istituzione del Sistema Ferroviario Metropolitano Regionale e venne trasformata in stazione il 5 novembre 2012.
Attualmente vive in una situazione di degrado dovuto all'inutilizzo della stazione.

## Strutture e impianti
La stazione è dotata di 2 binari e sottopassaggio pedonale accessibile ai portatori di handicap.
È stata costruita con tutti i criteri relativi al servizio metropolitano: parcheggio di scambio, pensilina caratteristica, accessibilità per i portatori di handicap, marciapiedi alti 55 centimetri sul piano del ferro.
In vista del progetto SFMR è stata elettrificata la linea ferroviaria limitatamente al tratto Mestre-Mira Buse.

## Movimento
I materiali rotabili che effettuano servizio presso la fermata sono i medesimi della flotta di Sistemi Territoriali: automotrici Fiat serie ALn 663/668, rimorchiate semipilota Fiat Ln 663 ed automotrici Stadler GTW ATR 110/120.
Dal 1 settembre 2024, la stazione è servita dai treni regionali svolti da Trenitalia nell'ambito del contratto di servizio stipulato con la Regione del Veneto. In precedenza, fino al 31 agosto 2024, il servizio ferroviario era gestito da Sistemi Territoriali.

## Servizi
La stazione dispone dei seguenti servizi:
- Parcheggio
- Sottopassaggio
- Accessibilità per portatori di handicap

Il parcheggio è utilizzato anche come interscambio intermodale per i bus Gran turismo che sfruttano il collegamento ferroviario con Venezia Santa Lucia.